# Metauro
A Metauro (latinul Metaurus vagy Mataurus) folyó Közép-Olaszországban. Az Auro és a Meta patakok összeömlésénél keletkezik Borgo Pace községben. Mindkét patak az Appenninekben, az Alpe della Luna hegységben ered, az Auro Badia Tedalda, a Meta pedig Borgo Pace község területén. A Metauro nyugatnak, majd északnyugatnak futva 109 kilométer után Fano városa mellett ömlik az Adriai-tengerbe. Fő mellékfolyója a Candigliano.

## A történelemben
A folyó közelében vívták Karthágó és a Római Köztársaság seregei Kr. e. 207-ben a metaurusi csatát, amelyben életét vesztette a pun vezér, Hannibal öccse, Hasdrubal Barkasz. 271-ben ugyancsak a folyónál győzte le az alemannokat a fanói csatában Aurelianus császár.